# Billy Martin (tennis)
Pour les articles homonymes, voir Martin et Billy Martin (homonymie).
Billy Martin, né le 25 juin 1956 à Evanston (Illinois), est un ancien joueur américain de tennis.
Vainqueur au tournoi de Little Rock et finaliste à celui de Birmingham, tous deux en 1975.
Vainqueur de Roland Garros en mixte avec Anne Smith en 1980.
Il a été quart de finaliste du Tournoi de Wimbledon en 1977.
Deux fois vainqueur des tournois Juniors de Wimbledon et de l'US Open en 1973 et 1974.

## Palmarès

### Titre en simple messieurs
| No | Date       | Nom et lieu du tournoi                                | Catégorie  | Dotation | Surface         | Finaliste     | Score    |  |
| -- | ---------- | ----------------------------------------------------- | ---------- | -------- | --------------- | ------------- | -------- |  |
| 1  | 03-02-1975 | Arkansas International Tennis Tournament, Little Rock | Grand Prix | 25 000 $ | Moquette (int.) | George Hardie | 6-2, 7-6 |  |

### Finale en simple messieurs
| No | Date       | Nom et lieu du tournoi                                  | Catégorie | Dotation | Surface         | Vainqueur     | Score    |  |
| -- | ---------- | ------------------------------------------------------- | --------- | -------- | --------------- | ------------- | -------- |  |
| 1  | 20-01-1975 | International Indoor Tennis Tournament, Birmingham (AL) |           | 25 000 $ | Moquette (int.) | Jimmy Connors | 6-4, 6-3 |  |

### Titres en double messieurs
| No | Date       | Nom et lieu du tournoi                   | Catégorie | Dotation | Surface      | Partenaire      | Finalistes                    | Score         |  |
| -- | ---------- | ---------------------------------------- | --------- | -------- | ------------ | --------------- | ----------------------------- | ------------- |  |
| 1  | 14-09-1977 | Laguna Niguel Classic Laguna Niguel      |           | 19 500 $ | Dur (ext.)   | Chico Hagey     | Peter Fleming Trey Waltke     | 6-3, 6-4      |  |
| 2  | 11-06-1979 | Tournoi de tennis de Bruxelles Bruxelles |           | 50 000 $ | Terre (ext.) | Peter McNamara  | Carlos Kirmayr Balázs Taróczy | 5-7, 7-5, 6-4 |  |
| 3  | 15-06-1981 | Tournoi de tennis de Bristol Bristol     |           | 75 000 $ | Gazon (ext.) | Russell Simpson | John Austin Johan Kriek       | 6-3, 4-6, 6-4 |  |

### Finales en double messieurs
| No | Date       | Nom et lieu du tournoi                              | Catégorie | Dotation  | Surface         | Vainqueurs                   | Partenaire    | Score         |          |
| -- | ---------- | --------------------------------------------------- | --------- | --------- | --------------- | ---------------------------- | ------------- | ------------- | -------- |
| 1  | 19-04-1976 | Denver WCT Denver                                   |           | NC $      | NC              | John Alexander Phil Dent     | Jimmy Connors | 6-7, 6-2, 7-5 |          |
| 2  | 12-01-1977 | Birmingham WCT Birmingham (AL)                      |           | 175 000 $ | Moquette (int.) | Wojtek Fibak Tom Okker       | Bill Scanlon  | 6-3, 6-4      |          |
| 3  | 28-02-1977 | Copa Serfin Monterrey                               |           | 100 000 $ | Moquette (int.) | Ross Case Wojtek Fibak       | Bill Scanlon  | 3-6, 6-3, 6-4 | Parcours |
| 4  | 06-07-1981 | Miller Lite Hall of Fame Championships Newport (RI) |           | 100 000 $ | Gazon (ext.)    | Brad Drewett Erik van Dillen | Kevin Curren  | 6-2, 6-4      |          |

### Titre en double mixte
| No | Date       | Nom et lieu du tournoi | Catégorie | Dotation  | Surface      | Partenaire | Finalistes                       | Score         |          |
| -- | ---------- | ---------------------- | --------- | --------- | ------------ | ---------- | -------------------------------- | ------------- | -------- |
| 1  | 26-05-1980 | Roland-Garros Paris    | G. Chelem | 250 000 $ | Terre (ext.) | Anne Smith | Renáta Tomanová Stanislav Birner | 2-6, 6-4, 8-6 | Parcours |